# Szlak im. Józefa Złotkiewicza
 Szlak Rowerowy im. Józefa Złotkiewicza zielony szlak rowerowy w województwie lubelskim przebiegający przez teren gmin Biłgoraj, Biszcza i Tarnogród. Szlak nosi imię Józefa Złotkiewicza – współzałożyciela i wieloletniego pracownika PTTK w Biłgoraju, aktywisty Biłgorajskiego Towarzystwa Regionalnego, współzałożyciela struktur NSZZ „Solidarność” w 1980. Trasa rozpoczyna się w pobliżu rodzinnego domu patrona szlaku.

## Przebieg szlaku
| Punkt              | Atrakcje                                                         |
| ------------------ | ---------------------------------------------------------------- |
| Biłgoraj           | pomnik · kościół · muzeum · chata                                |
| Podlesie           |                                                                  |
| Dereźnia Majdańska |                                                                  |
| Wola Dereźniańska  | kościół · chata                                                  |
| Ruda Solska        |                                                                  |
| Wólka Biska        |                                                                  |
| Biszcza            | kościół · pomnik · muzeum                                        |
| Tarnogród          | kościół · cmentarz · cmentarz żydowski · chata · muzeum · kopiec |